# Пасынков, Владимир Васильевич
Владимир Васильевич Па́сынков (1913—2000) — специалист в области материалов и приборов электронной техники. Доктор технических наук (1955), профессор (1959). Работал в ЛЭТИ в качестве ассистента (1940), доцента (1945), профессора (1952—1967 и 1984—2000). Заведующий кафедрой диэлектриков и полупроводников (1967—1984) (теперь кафедра микро- и наноэлектроники).
Разработчик изоляторов для космических кораблей, полупроводниковых игнитронных поджигателей, волноводных поглотителей, варисторов для устройств автоматики и телефонии, электролюминесцентных индикаторов электронных устройств. Разработки были доведены до промышленного внедрения.
Автор свыше 200 научных трудов, в том числе 50 учебников и учебных пособий.

## Биография
Отец, Василий Владимирович Пасынков, занимался изучением древних церковных рукописей. Мать, Анна Ильинична, окончила Смольный институт. Владимир Васильевич Пасынков родился 1 декабря 1913 года. В силу осложнения жизни в городе в связи с Первой мировой войной и Революцией, семья переехала в Ростов. После того как Владимир окончил школу, семья вернулась в Ленинград. Отец стал работать бухгалтером в «Промкооперации», а Пасынков устроился на завод «Красная Заря». В 1931 году, будучи техником завода «Красная Заря», поступил на вечерний факультет ЛЭТИ.
Общую физику читал А. Г. Граммаков, который предложил способному студенту почитать лекции. С этого началась преподавательская работа Пасынкова. В 1936 окончил ЛЭТИ и по совместительству стал преподавать, читал курс лекций по общей физике.
В 1939 году был мобилизован в РККА и участвовал в Финской компании. Был помощником командира автороты. Участвовал в боевых действиях на Карельском перешейке, где был контужен. Это не позволило ему участвовать в Народном ополчении во время Великой Отечественной войны. Был переведен в Ленинградский прожекторный полк, где отвечал за боеготовность прожекторных установок, расположенных от Морского порта до Ижор.
С 1940 года и до последних дней жизни Пасынков трудился в ЛЭТИ. Во время войны и блокады строил оборонительные сооружения, преподавал на курсах военных связистов при ЛЭТИ, гасил «зажигалки» на крышах институтских зданий и руководил стационарным профилакторием ЛЭТИ, который позволял ослабевшим от голода людям отлежаться и подкормиться.
В годы блокады Ленинграда — сотрудник спецбюро научно-исследовательских работ Наркомата судостроительной промышленности: разрабатывал противотанковые и противопехотные мины в неметаллических корпусах, влагостойкую изоляцию. По результатам этих исследований Пасынков 26 июля 1943 года на ученом совете Палаты мер и весов имени Д. И. Менделеева защитил кандидатскую диссертацию по влагостойкости изоляционных материалов.
В первые послевоенные годы Пасынков работал в области материалов и элементной базы электроники, вложил много сил в организацию подготовки инженеров-электрофизиков по открытой в ЛЭТИ в 1947 году специальности «Диэлектрики и полупроводники», а с 1961 года — и по специальности «Полупроводниковые приборы». Под руководством Пасынкова осуществлялись также организации подготовки инженеров и научно-педагогических кадров в Новгородском филиале ЛЭТИ (ныне — Новгородский госуниверситет имени Ярослава Мудрого).
В 1955 году защитил докторскую диссертацию по техническому применению карбида кремния, а в 1959 году был утвержден в звании профессора. В это время уже начало формироваться новое научное направление — разработка технологии получения полупроводников и приборов на их основе.
В 1967—1984 годах Пасынков руководил кафедрой диэлектриков и полупроводников и Проблемной лабораторией электрофизических процессов в диэлектриках и полупроводниках. Пасынков также являлся председателем Научно-методического совета по полупроводниковой и изоляционной технике МВиССО СССР и заместителем председателя Головного совета Минвуза РСФСР.
В дополнение к работе по организации научно-образовательного процесса по профильным специальностям Пасынков активно занимался общественной работой в ЛЭТИ и за его пределами: заведовал отделом науки институтской газеты «Электрик», укреплял авторитет кафедры через Ленинградский дом ученых, сотрудничал с научно-техническим обществом энергетической промышленности и другими общественными организациями.
Пасынков обладал собственным стилем руководства кафедрой. Не имел заместителя по учебной работе, но активно пользовался консультациями ведущих специалистов. Лично контролировал качество лекций молодых преподавателей, качество всех диссертаций и даже дипломных проектов.
Умер 25 октября 2000 года в Санкт-Петербурге.

## Оценки
По словам Ю. М. Таирова (газета «Электрик», октябрь 2006 года, № 14, рубрика «Круглая дата») Пасынков был «… классическим профессором: он относился к деятельности преподавателя очень ответственно. При нём не существовало понятий: опоздать, перенести, отменить лекцию. Здесь он был педант, в самом положительном смысле этого слова, и мы у него многому научились».

## Награды и премии
- Сталинская премия третьей степени (1951) — за учебник «Электротехнические материалы» (1951, 2-е издание)
- заслуженный деятель науки и техники РСФСР (1974)
- орден Ленина (1964)
- медали

## Основные труды
- Электротехнические материалы: Учебник (7 отечественных и 9 зарубежных изданий, переведен на французский, немецкий, китайский, румынский, венгерский, болгарский, чешский и другие языки)
- Материалы радиоэлектроники (переведен на английский и выпущен в Лондоне в 1968 г.).
- Полупроводниковые приборы (9 изданий)
- Материалы электронной техники (5 изданий)
- Справочник по электротехническим материалам в 3 томах (3 издания)
- Пасынков В. В., Чиркин Л. К. Полупроводниковые приборы: Учебник для вузов. — 4-е перераб. и доп. изд.. — М.: Высшая школа, 1987. — 479 с. — 50 000 экз.